# Singles (álbum de Suede)
Singles é a segunda coletânea musical da banda Suede, lançada a 20 de Outubro de 2003. O disco contém todos os singles da banda editados e ainda duas novas faixas, "Attitude" e "Love the Way You Love". A faixa "Trash" é uma versão alternativa.

## Faixas
| Críticas profissionais | Críticas profissionais |
| Avaliações da crítica  | Avaliações da crítica  |
| Fonte                  | Avaliação              |
| ---------------------- | ---------------------- |
| The Age                | [ 1 ]                  |
| AllMusic               | [ 2 ]                  |
| Dotmusic               | 7/10                   |
| Drowned in Sound       | 3/5                    |
| entertainment.ie       | [ 5 ]                  |
| Irish Independent      | [ 6 ]                  |
| New Straits Times      | [ 7 ]                  |
| The New Zealand Herald | [ 8 ]                  |
| NME                    | 7/10                   |
| The Times              | [ 10 ]                 |

Todas as faixas por Brett Anderson e Bernard Butler, exceto onde anotado.
1. "Beautiful Ones" (Brett Anderson, Richard Oakes) - 3:50
2. "Animal Nitrate" - 3:27
3. "Trash" [versão alternativa] (Anderson, Oakes) - 3:45
4. "Metal Mickey" - 3:27
5. "So Young" - 3:38
6. "The Wild Ones" - 4:50
7. "Obsessions" (Anderson, Oakes) - 4:11
8. "Filmstar" (Anderson, Oakes) - 3:25
9. "Can't Get Enough" (Anderson, Neil Codling) - 3:58
10. "Everything Will Flow" (Anderson, Oakes) - 4:41
11. "Stay Together" - 4:19
12. "Love the Way You Love" (Anderson) - 3:38
13. "The Drowners" - 4:10
14. "New Generation" - 4:37
15. "Lazy" (Anderson) - 3:19
16. "She's in Fashion" (Anderson, Oakes) - 4:53
17. "Attitude" (Anderson, Mat Osman) - 3:06
18. "Electricity" (Anderson, Codling, Oakes) - 4:39
19. "We Are the Pigs" - 4:19
20. "Positivity" (Anderson, Oakes, Simon Gilbert, Osman, Codling) - 2:56
21. "Saturday Night" (Anderson, Oakes) - 4:32

## Paradas musicais
| Parada (2003)                       | Posição de pico |
| ----------------------------------- | --------------- |
| Dinamarca (Hitlisten)               | 9               |
| Finlândia (Suomen virallinen lista) | 35              |
| Irlanda (IRMA)                      | 47              |
| Noruega (VG-lista)                  | 14              |
| Escócia (Official Scottish Albums)  | 39              |
| Reino Unido (Official Albums Chart) | 31              |